# Родео (Калифорния)
Вижте пояснителната страница за други значения на родео.
Родео (Rodeo) е населено място в окръг Контра Коста, в района на залива на Сан Франциско, щата Калифорния, Съединените американски щати.
Има население от 9653 души (1 април 2020) и е с обща площ от 19,1 км², изяло суша.

## Личности
- Били Джо Армстронг, вокалист на Грийн Дей, израства в Родео